# Wilhelm Rickmann
Wilhelm Johannes Rickmann (* 11. August 1869 in Pollum, Kreis Preußisch Stargard; † 13. Februar 1916 in Höchst am Main) war ein deutscher Veterinär im Dienst der Kolonialverwaltung von Deutsch-Südwestafrika.

## Lebensweg
Rickmann war der Sohn des Königlichen Försters Albert Rickmann und seiner Ehefrau Ida, geborene Hein.
Er studierte an der Tierärztlichen Hochschule in Berlin und reiste 1894 nach Deutsch-Südwestafrika, um dort beim Gouvernement als Sachverständiger und Referent für Veterinärmedizin und Tierzucht tätig zu werden. Bei seiner Ankunft war Rickmann der einzige Tierarzt im Schutzgebiet.
Rickmanns Hauptaufgabe war die Erforschung und Bekämpfung von Nutztierseuchen wie der Afrikanischen Pferdepest, Rotz, Lungenseuche, Rinderpest und Räude. Die Forschungsarbeit erfolgte im 1898 eingerichteten veterinär-bakteriologischen Institut des Schutzgebietes in Gamams, wo er Impfverfahren entwickelte. Weiterhin war er in der Organisation des Veterinärwesens und der Tierzucht engagiert.
In seinem zwölften Dienstjahr als leitender Tierarzt in der Kolonie verfasste Rickmann 1908 einen detaillierten Bericht Tierzucht und Tierkrankheiten in Deutsch-Südwestafrika. Hierin plädierte er für eine markante Verbesserung des Veterinärwesens  unter anderem durch Erhöhung des Personalbestandes und Verbesserung von Forschung und Ausbildung. So sollte die Anzahl der Regierungstierärzte auf zwölf erhöht werden und die leitenden Tierärzte sollten ganz mit Forschung und wissenschaftlicher Arbeit beschäftigt sein. Da die Polizei der Kolonie das eigentliche Ausführungsorgan der Tierseuchenbekämpfung war, betrafen weitere Forderungen Rickmanns die Ausbildung der Polizei. Etwa um die Durchführung einfacher Laboruntersuchungen bei der Einfuhr von Nutzvieh zu ermöglichen. Laut Rickmann war die Polizei nur so in der Lage, die seuchenpolizeiliche Kontrolle auszuüben, die er zu den Hauptaufgaben der Polizei zählte.
Letztlich nahm er auch die Farmer in die Pflicht, aktiv bei der Seuchenbekämpfung mitzuwirken. Hierbei galt ihm, wie auch schon seinem Kollegen Robert von Ostertag, der 1910 Deutsch-Südwestafrika besuchte, die Organisation des Veterinärwesens in Transvaal unter Arnold Theiler als Vorbild.
Ostertag war 1910 wegen eines Ausbruchs der Schafpockenseuche vom Reichskolonialamt in die Kolonie entsandt worden. In seinem 1911 veröffentlichten, umfassenden Bericht stellte er zu Rickmann gleichlautende Forderungen zur Verbesserung des Veterinärwesens auf, die schließlich bei der Kolonialverwaltung Gehör fanden und zum großen Teil umgesetzt wurden.
Giorgio Miescher stellte daraufhin in seiner 2013 erschienenen Publikation Die rote Linie: die Geschichte der Veterinär- und Siedlungsgrenze in Namibia fest, „das deutsche Veterinärwesen sei, gemessen an ihren eigenen Vorgaben, im Rückblick gut organisiert und recht erfolgreich“ gewesen. Beispielhaft sei die Bekämpfung der Rinder-Lungenseuche zu nennen, die zumindest in der von der Schutzgebietspolizei kontrollierten Zone vollständig bekämpft werden konnte.
Weitere Tätigkeiten von Rickmann umfassten die Gründung des Regierungsgestüts in Nauchas. Außerdem nahm er als Kombattant auch an der Bekämpfung von Aufständen gegen die deutsche Kolonialherrschaft teil.
Rickmann starb 1916 im Alter von 46 Jahren in seinem Wohnort Höchst am Main. Er war verheiratet mit Gertrude Emilie, geborene Hennecke.